# Slovenia International 1998
Die Slovenia International 1998 im Badminton fanden vom 22. bis zum 25. Oktober 1998 in Ljubljana statt.

## Sieger und Platzierte
| Disziplin    | Gold                              | Silber                            | Bronze                           |
| ------------ | --------------------------------- | --------------------------------- | -------------------------------- |
| Herreneinzel | Andrej Pohar                      | Pedro Vanneste                    | Jan Vondra                       |
| Herreneinzel | Andrej Pohar                      | Pedro Vanneste                    | Heimo Götschl                    |
| Dameneinzel  | Joanne Muggeridge                 | Maja Pohar                        | Dolores Marco                    |
| Dameneinzel  | Joanne Muggeridge                 | Maja Pohar                        | Markéta Koudelková               |
| Herrendoppel | Howard Bach Mark Manha            | Chris Davies Matthew Hughes       | Frédéric Mawet Pedro Vanneste    |
| Herrendoppel | Howard Bach Mark Manha            | Chris Davies Matthew Hughes       | Gasper Batis Bojan Strah         |
| Damendoppel  | Felicity Gallup Joanne Muggeridge | Maja Pohar Maja Tvrdy             | Agnese Allegrini Maria Luisa Mur |
| Damendoppel  | Felicity Gallup Joanne Muggeridge | Maja Pohar Maja Tvrdy             | Tinka Pelhan Nina Pulko          |
| Mixed        | Andrej Pohar Maja Pohar           | José Antonio Crespo Dolores Marco | Pavel Mečár Barbora Bobrovská    |
| Mixed        | Andrej Pohar Maja Pohar           | José Antonio Crespo Dolores Marco | Aleš Babnik Mateja Slatnar       |